# Хлебников, Михаил Андреевич
Михаил Андреевич Хлебников (1918—1995) — младший лейтенант Советской Армии, участник Великой Отечественной войны, Герой Советского Союза (1943).

## Биография
Михаил Хлебников родился 18 мая 1918 года в посёлке Козулька (ныне — Козульский район Красноярского края). После окончания семи классов школы работал мастером на маслозаводе. В сентябре 1938 года Хлебников был призван на службу в Рабоче-крестьянскую Красную Армию. С февраля 1943 года — на фронтах Великой Отечественной войны, командовал орудием 5-го гвардейского артиллерийского полка 10-й гвардейской воздушно-десантной дивизии 37-й армии Степного фронта. Отличился во время битвы за Днепр.
14 октября 1943 года расчёт Хлебникова переправился через Днепр в районе села Переволочна (ныне — Светлогорское Кобелякского района Полтавской области Украины) и принял активное участие в боях за захват и удержание плацдарма на его западном берегу, уничтожив 6 вражеских танков. Когда весь расчёт выбыл из строя, Хлебников лично подорвал гранатой ещё один немецкий танк.
Указом Президиума Верховного Совета СССР от 20 декабря 1943 года гвардии старший сержант Михаил Хлебников был удостоен высокого звания Героя Советского Союза с вручением ордена Ленина и медали «Золотая Звезда».
В 1945 году Хлебников окончил Чкаловское танковое училище. В 1946 году в звании младшего лейтенанта он был уволен в запас. Проживал и работал в Санкт-Петербурге. Умер 20 августа 1995 года, похоронен на Красненьком кладбище Санкт-Петербурга.
Был также награждён орденом Отечественной войны 1-й степени и рядом медалей.